# Умопомрачительные фантазии Чарльза Свона — третьего
«Умопомрачительные фантазии Чарльза Свона — третьего» (англ. A Glimpse Inside the Mind of Charles Swan III) — американский трагикомедийный фильм 2012 года, снятый режиссёром Романом Копполой по собственному сценарию. Главные роли исполнили Чарли Шин, Джейсон Шварцман, Билл Мюррей, Кэтрин Винник и Патрисия Аркетт.
Премьера фильма состоялась на Римском кинофестивале в 2012 году. Фильм вышел в ограниченный прокат в США 8 февраля 2013 года, став первым релизом независимой производственной компании A24. Фильм получил негативные отзывы.

## Сюжет
Чарли Свон III — сибарит и ловелас. Он владеет крупным креативным агентством и прожигает жизнь в компании богатых и успешных друзей. В его постели перебывали сотни женщин, но наконец он встречает, кажется, любовь всей своей жизни — красавицу Ивону. Но некоторое время спустя девушка слишком много узнаёт о прошлом Чарли и покидает его. Безутешный Свон спасается безумными фантазиями, в которых он является себе героем, спасающим свою любовь. Но хватит ли его на то, чтобы совершить этот подвиг в реальности? Чарли и сам не уверен.

## В ролях
- Чарли Шин — Чарльз Свон III
- Джейсон Шварцман — Кирби Стар
- Билл Мюррей — Сол
- Кэтрин Винник — Ивон[3]
- Патрисия Аркетт — Иззи, сестра Чарли
- Обри Плаза — Марни
- Мэри Элизабет Уинстэд — Кейт
- Дермот Малруни — доктор
- Алим Кулиев — Русский таксист

## Производство
Если вы когда-либо переживали тяжелое расставание, все, что вы хотите сделать это подумать об этом и пережить. Этим и является этот проект. Изучением характера парня в таком состоянии ума с Чарли как очень динамичным и образным персонажем, так что в фильме много фантастических эпизодов и сумасшедшего дерьма.
Роман Коппола начал работать над фильмом в 2004 году.
Съёмки фильма проходили в Санта-Кларите и Лос-Анджелесе, штат Калифорния.

## Релиз
Премьера фильма состоялась на Римском кинофестивале в ноябре 2012 года.
Фильм вышел в ограниченный прокат в США 8 февраля 2013 года. Фильм был выпущен на Blu-ray 14 мая 2013 года.

## Принятие
Рейтинг фильма на сайте Rotten Tomatoes составляет 16% на основе 56 обзоров. Консенсус сайта гласит: «Утомительно самодовольные и лишенные какой-либо связности повествования, Умопомрачительные фантазии Чарльза Свона — третьего дают мало пищи для размышлений». Рейтинг фильма на Metacritic составляет 28/100 на основе 22 обзоров, что указывает на «преимущественно негативные» отзывы.
Фильм получил подавляюще негативные отзывы критиков. Натан Рабин из The A.V. Club оценил фильм на «F», заявив, что «это не столько фильм, сколько полнометражный рекламный ролик фирменного одеколона Чарли Шина в великолепной упаковке и абсолютно ничем внутри». Dallas Observer заявили, что фильм «можно было бы щедро описать как копировать-вставить - или, точнее, как «бросить что-то на стену и посмотреть, что прилипнет»» и что это был «хлам». Time заявили, что фильм «не приводит к более глубокому пониманию Чарли Шина. Однако он демонстрирует его склонность к неверной оценке и неправильному выбору. Но разве мы уже не были в этом убеждены?».
Кинокритик Entertainment Weekly Лиза Шварцбаум отметила, что за интересной внутренней идеей Копполы скрывается лишь частная вечеринка с участием друзей и родственников, напоминающая маскарад. Роджер Эберт поставил творению Копполы одну звезду из четырёх возможных. По мнению обозревателя «Афиши» Станислава Зельвенского, фильм лишь «нарядная пустышка одного из Коппол».

### Кассовые сборы
Фильм открылся на 64-м месте проката с $12,000 в ограниченном прокате в двух кинотеатрах на неделе 8 февраля. В следующие выходные, 15 февраля, прокат расширился до 18 кинотеатров и кассовые сборы увеличились на 81,6%. Общие сборы фильма в США составили $45,350, в России фильм собрал $134,473, а в Мексике ещё $26,999.